# (14429) Coyne
(14429) Coyne ist ein Asteroid des Hauptgürtels, der am 3. Dezember 1991 von den US-amerikanischen Astronomen Carolyn Shoemaker und David H. Levy am Palomar-Observatorium (IAU-Code 675) in Kalifornien entdeckt wurde.
Der Asteroid wurde am 11. November 2000 nach dem US-amerikanischen Jesuiten und Astronomen George Coyne (1933–2020) benannt, der von 1978 bis 2006 Direktor der Vatikanischen Sternwarte war.